# LAST KISS
『LAST KISS』（ラスト・キス）は、佐藤ケイの著、高梨ひつじのイラストによるライトノベル。2002年に電撃文庫より刊行された。

## あらすじ
重病を患っている中学2年生の少女、井崎由香は、夏休みに一時退院をする。兄の智弘は、幼馴染の夏尾香奈子（かんネェ）と共に由香とひと夏を過ごすことになる。それまでほとんど智弘に会うことがなかった由香は、最初やや戸惑いを隠せずにいたが、次第に打ち解けていき、少しずつ智弘への気持ちが変わっていった。同時に、夏尾への気持ちも変わっていった。

## 登場人物
井崎 智弘（いざき ともひろ）
主人公。由香の義兄。この物語のほとんどは、彼のナレーション形式になっている。流暢な関西弁を話す。
井崎 由香（いざき ゆか）
智弘の義妹。中学2年生だが、精神年齢は小学生並み。重病（再生不良性貧血）を患っている。
幼い頃に両親が死亡し、井崎家に養子としてやって来た。そのため、骨髄移植をするにも、HLAが適合する者がおらず、病に侵され続けながら生きている。
夏尾加奈子（なつお かなこ）
智弘、由香の幼馴染。通称「かんネぇ」。高校生でありながら無免許で自動車を運転している。